# Хомс
Вижте пояснителната страница за други значения на Хомс.
Хомс (на арабски: حمص; произношение: Хумс – на книжовен арабски, ‎Хомс, дори Химс на сирийски арабски) е град в Западна Сирия. Той е административен център на мухафаза (област) Хомс, околия Хомс.
Намира се на 160 км северно от столицата Дамаск. Градът е разположен на река Оронт.
По население се нарежда на 3-то място (след Халеб и Дамаск) сред градовете в Сирия. Според официални данни има 652 609 жители към 22.09.2004 г., докато в цялата област Хомс живеят 1 803 000 души.
Мястото е заселено от 3-то хилядолетие. По време на Римската империя градът се е казвал Емеса (на латински: Emesa; на гръцки: Ἔμεσα).

## Образование
Университета Ал-Баат е основно образователно ядро в града. Основан е през 1979-та година.